# Thoracibidion striatocolle
Thoracibidion striatocolle là một loài bọ cánh cứng trong họ Cerambycidae.